# Lici
Litchi (nomenclatură binară: Litchi chinensis, în engleză lychee) este singurul membru al genului Litchi, din familia Sapindaceae.

## Descriere
Litchi este un pom fructifer peren tropical și subtropical ce poate atinge până la 10 metri înălțime, originar din sudul Chinei și Asia de Sud-Est, cultivat în prezent pe o arie considerabil mai largă.
Frunzele sunt de tip bipenat-sectate, fiind compuse din două până la patru perechi de lamine lanciolate.
Fructul acestuia este o bacă cu un diametru de aproximativ 5 cm, având o coajă roșiatică cu aspect rugos, necomestibilă, dar ușor detașabilă, aceasta ascunzând un miez dulce alb-translucid.
Lici este cultivat în China, Tailanda, Vietnam, Japonia, Bangladesh, nordul Indiei (în special Biharul, zonă ce reprezintă 75% din producția totală a Indiei).
Cultivarea a început inițial în sudul Chinei, urmată fiind de Malaezia și Vietnam. Pomi sălbatici cresc încă în zone izolate din sudul Chinei și în insula Hainan. Fructul a fost pentru prima oară introdus în lumea vestică în anul 1782, când a ajuns în Jamaica.